# W Trianguli Australis
W Trianguli Australis är en pulserande variabel av Mira Ceti-typ (M) i stjärnbilden Södra triangeln.
Stjärnan varierar mellan fotografisk magnitud +9,4 och 12,5 med en period av 248,7 dygn.